# Smiley Face
Pour plus de détails, voir Fiche technique et Distribution.
Smiley Face est un film germano-américain réalisé par Gregg Araki, sorti en 2007.

## Synopsis
Jane est une « actrice » ratée vivant à Los Angeles et passant le plus clair de son temps à fumer de la marijuana. Un jour, après avoir mangé les space cakes de son colocataire Steve, elle se retrouve à traverser la ville dans un état second pour tenter de trouver le moyen de rembourser son dealer et de régler d’autres problèmes invraisemblables...

## Fiche technique
- Titre : Smiley Face
- Réalisation : Gregg Araki
- Scénario : Dylan Haggerty
- Musique : David Kitay
- Photographie : Shawn Kim
- Montage : Gregg Araki
- Production : Gregg Araki, Steve Golin, Alix Madigan, Henry Winterstern & Kevin Turen
- Sociétés de production : Anonymous Content, ApolloProMovie & Co. 3. Filmproduktion & Desperate Pictures
- Société de distribution : First Look International
- Pays :  États-Unis
 Allemagne
- Langue : Anglais
- Format : Couleur - Dolby Digital - 35 mm
- Genre : Comédie
- Durée : 81 min
- Date de sortie : 
  -  16 janvier 2008

## Distribution
- Anna Faris (VF : Dorothée Pousséo) : Jane F.
- John Krasinski (VF : Stéphane Pouplard) : Brevin Ericson
- Adam Brody (VF : Donald Reignoux) : Steve
- Danny Masterson (VF : Thibaut Belfodil) : Steve
- John Cho (VF : Nessym Guetat) : Mikey
- Marion Ross (VF : Arlette Thomas) : Shirley
- Jane Lynch (VF : Martine Irzenski) : la responsable des auditions
- Jayma Mays (VF : Marie-Laure Dougnac) : la candidate pour l'audition
- Michael Hitchcock (VF : Edgar Givry) : l'homme dans la buanderie
- Richard Riehle : M. Spencer
- Ben Falcone (VF : Michel Mella) : l'agent
- Jim Rash : le secrétaire aux auditions
- Danny Trejo (VF : Michel Vigné) : Albert
- Roscoe Lee Browne (VF : Benoît Allemane) : le narrateur
- Michael Shamus Wiles (VF : Jean-Bernard Guillard) : l'officier Jones
- William Zabka : un gardien de prison